# Ziqqurat

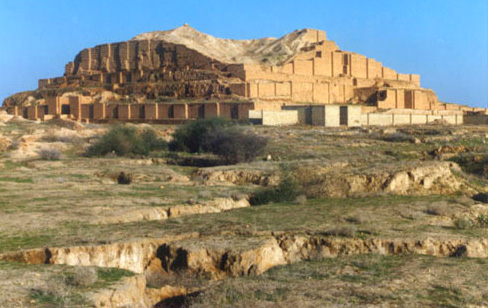
Dur-Untash, eller Tchogha Zanbil, är en av världens bäst bevarade ziqqurater.

Ziqqurat (ziggurat), är termen för en pyramidliknande monumental tempelbyggnad som byggdes i Mesopotamien från omkring 2100 f.Kr. till 550 f.Kr., och som hade föregångare från förhistorisk tid. 
I anslutning till tempelkomplexen i de tidiga sumeriska och babylonska städerna byggdes plattformar som bestod av tre till sju massiva platåer. Branta trappor ledde upp till templet på den översta platån. De största ziqquraterna kunde vara flera hundra meter vid basen. Förutom sina förmodade funktioner i kulten användes dessa religiösa byggnader kanske också för astronomiska observationer och bröllop. Det råder ingen konsensus bland forskare kring vad ziqquraten kan ha representerat eller vilken funktion den hade.
Ziqquraten i Babylon kallas för Babels torn i Bibeln och uppfattades av hebréerna som ett uttryck för människans förhävelse och övermod gentemot Gud.